# Ferrovia Landquart-Coira-Thusis
La ferrovia Landquart-Coira-Thusis è una linea ferroviaria a scartamento metrico che attraversa le regioni di Landquart, Plessur e di Hinterrhein del cantone svizzero dei Grigioni.

## Storia
La linea venne inaugurata nel 1896. Era in progetto il prolungamento della ferrovia tra Thusis e Mesocco, ma era ormai destinato a rimanere sulla carta, a causa dell'orientamento del Consiglio Federale contrario sin dai primi del Novecento ad una linea alternativa a quella del Gottardo, anche se nel decreto federale del 2 febbraio 1923 l'Assemblea Federale aveva dato il consenso della concessione per la costruzione e l'esercizio ferroviario secondo il Consiglio federale del 19 giugno 1922.

## Percorso
| Continuation backward |

| Unknown route-map component "c" | Straight track | Unknown route-map component "STR+l" | Unknown route-map component "dCONTfq" | Unknown route-map component "cd" |

| Unknown route-map component "BHF-L" | Unknown route-map component "BHF-R" |  |

| Unknown route-map component "KRWgl" | Unknown route-map component "KRWg+r" |  |

| Unknown route-map component "LSTR" | Station on track |  |

| Unknown route-map component "LSTR" | Station on track |  |

| Unknown route-map component "LSTR" | Non-passenger station/depot on track |  |

| Unknown route-map component "LSTR" | Stop on track |  |

| One way leftward | Unknown route-map component "KRZo" | Unknown route-map component "STR+r" |

| Unknown route-map component "CONTgq" | Unknown route-map component "ABZgr" | Unknown route-map component "LSTR" |

|  | Station on track | Unknown route-map component "LSTR" |

|  | Unknown route-map component "eHST" | Unknown route-map component "LSTR" |

|  | Station on track | Unknown route-map component "LSTR" |

| Unknown route-map component "STRc2" | Unknown route-map component "HST3" + Unknown route-map component "STRc2" | Unknown route-map component "LSTR3" |

| Unknown route-map component "dABZg2" + Unknown route-map component "dMASKa" + Unknown route-map component "dSTR+1" | Unknown route-map component "STR+1" + Unknown route-map component "STRc34" | Unknown route-map component "dSTRc4" |

| Unknown route-map component "dSTR+c1" | Unknown route-map component "KRZ2+4" | Unknown route-map component "dENDEa" + Unknown route-map component "dSTRc3" |

| Unknown route-map component "dBHF-L" | Unknown route-map component "BHF-R" + Unknown route-map component "STRc1" | Unknown route-map component "dABZg+4" + Unknown route-map component "ldBHF" |

| Unknown route-map component "v-SHI3l" | Unknown route-map component "SHI3g+r" | Unknown route-map component "dSTRl" | Unknown route-map component "dCONTfq" |

| Stop on track |

| Station on track |

| Stop on track |

|  | Unknown route-map component "ABZgl" | Unknown route-map component "KINTeq" |

| Stop on track |

| Station on track |

| Unknown route-map component "hKRZWae" |

| Unknown route-map component "CONTgq" | Unknown route-map component "ABZgr" |  |

| Station on track |

| Station on track |

| Station on track |

| Station on track |

| Station on track |

| Station on track |

| Unknown route-map component "exLCONTgq" | Unknown route-map component "exLSTRr" + Straight track |  |

| Continuation forward |